# محمدباقر خسروی (کارگردان)
محمدباقر خسروی (زاده ۸ اسفند ۱۳۲۵ در نهاوند)، کارگردان، فیلم‌نامه‌نویس و تهیه‌کننده سینما اهل ایران است.

## زندگی‌نامه
محمدباقر خسروی در ۸ اسفندماه ۱۳۲۵ در نهاوند به دنیا آمد. فعالیت هنری را از سال ششم ابتدایی با ورود به برنامه‌های تئاتر مدرسه شروع کرد و همزمان در رشتهٔ ورزشی والیبال نیز به فعالیت پرداخت. تحصیلاتش را تا مقطع دیپلم در زادگاهش ادامه داد. در سال ۱۳۴۶ در خرم‌آباد به عنوان سپاهی دانش مشغول به انجام خدمت وظیفه شد. در سال ۱۳۴۷ پس از اتمام دوران سربازی اش به تهران آمد و پس از مدتی به عضویت تیم ملی والیبال درآمد. پس از یکسال آن را رها کرد و بعدتر به یوگسلاوی رفت و از دانشگاه ساراسوتا در بلگراد فوق لیسانس کارگردانی سینما دریافت کرد و در بازگشت به ایران فعالیت در سینمای حرفه‌ای را از سال ۱۳۵۸ با فیلم عبور از مرز شب به عنوان نویسنده، کارگردان و تهیه‌کننده آغاز کرد. وی مؤسس دفتر تولید فیلم «دُهُل فیلم» می‌باشد.

## فیلم‌شناسی

### سینما
1. شهردار مدرسه (۱۳۷۶) (کارگردان، تهیه‌کننده و تدوین)
2. بنفشه‌زار (۱۳۶۲) (کارگردان، تهیه‌کننده)
3. اعدامی (۱۳۵۹) (کارگردان، تهیه‌کننده و نویسنده)
4. گرداب (۱۳۶۰) (تهیه‌کننده)
5. عبور از مرز شب (۱۳۵۷) (کارگردان تهیه‌کننده و نویسنده)
6. لج و لجبازی (۱۳۵۱) (نویسنده و دستیار کارگردان)

### تلویزیون
- خانواده حمزه‌علی خان (۱۳۷۲) (کارگردان، بازیگر)